# Climacteris picumnus
Climacteris picumnus е вид птица от семейство Climacteridae. Видът е незастрашен от изчезване.

## Разпространение
Разпространен е в Австралия.